# Дом купца И. Е. Оглоблина
Дом купца И. Е. Оглоблина — двухэтажный каменный особняк, построенный в начале XX века в городе Ижевске. Располагается по адресу: Красноармейская улица, 129. Памятник архитектуры регионального значения. В настоящее время в доме работает ресторан.

## История

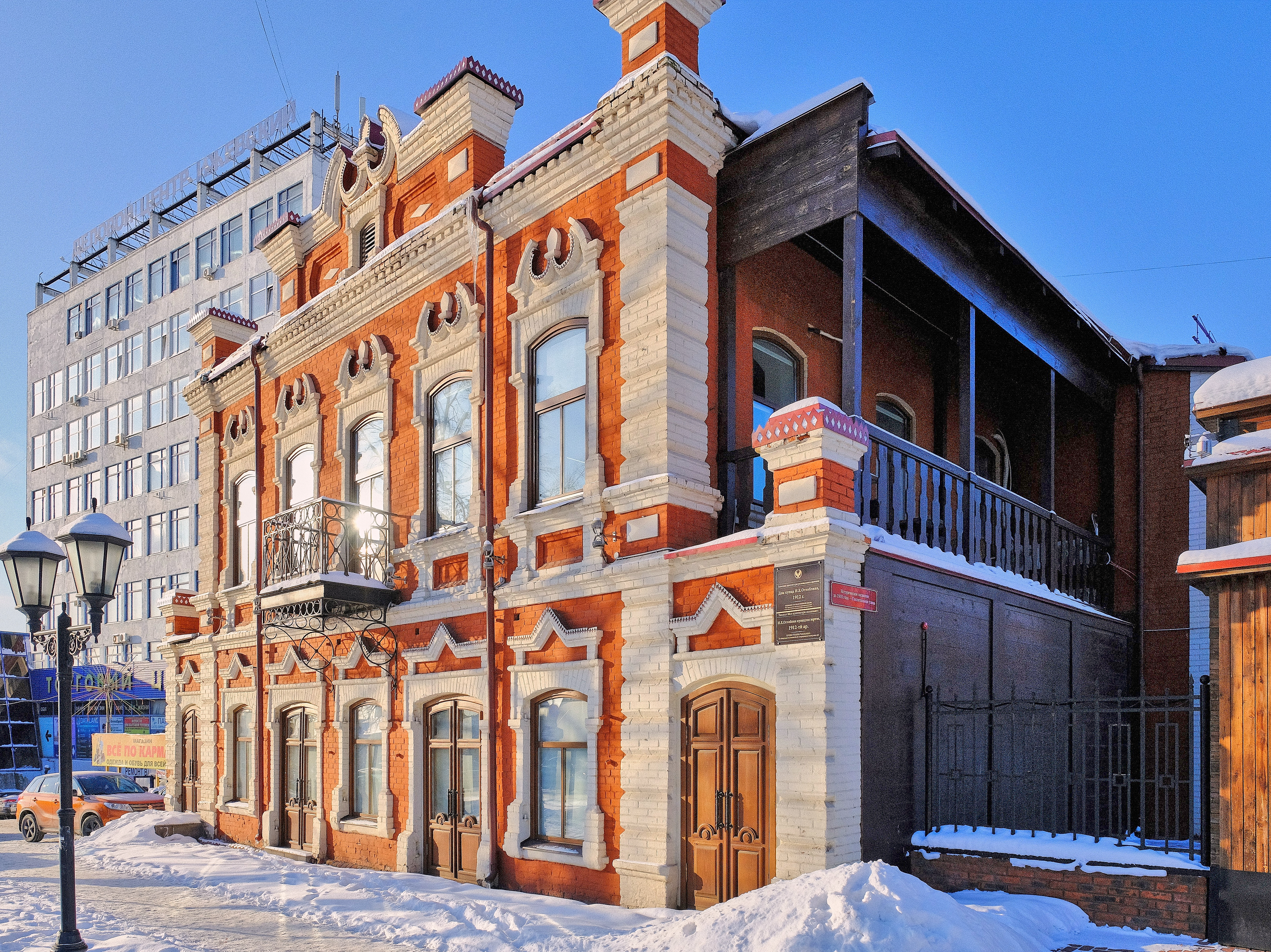
Дом купца Оглоблина

Сооружён в 1912 году. Возведённый в русском стиле, особняк сохранился в неизменном виде до нашего времени.
В начале XX века на первом этаже строения находился гастрономический магазин, на втором проживала семья купца Оглоблина. Хозяин был владельцем лавок и магазинов в четырнадцати городах Пермской и Вятской губерний, занимался бакалейной торговлей. Чета Оглоблиных почитала старообрядческую веру.
Рядом с домом размещалось ещё одно двухэтажное кирпичное строение, в котором проживала прислуга: конюх, кухарка, приказчики и т. д. Флигель не сохранился. Двор был окружён складами и амбарами. С 1917 года в этом строении располагались учительская семинария, затем партийная типография, рабочая изостудия. До 1960-х годов на втором этаже особняка работал детский сад. Были планы обустроить в этом сооружении музей оружия, но инициатива не была осуществлена.
В 1990-е годы здание опустело, и лишь во втором десятилетии XXI века здесь были проведены реставрационные работы и размещён ресторан «Оглоблинъ», идея которого опирается на дореволюционное прошлое особняка.
Здание имеет статус памятника истории и культуры регионального значения и охраняется государством.